# Stampede (Krokus)
Stampede è l'undicesimo album in studio della heavy metal band, Krokus, uscito nel dicembre 1990 per l'Etichetta discografica Phonag Records.

## Il disco
Il disco vede un quasi totale cambiamento di formazione, infatti l'unico membro della precedente formazione rimane Fernando Von Arb. Alla voce entrerà Peter Tanner con cui Von Arb e Von Rohr avevano collaborato nella reinterpretazione band The Heavy's. Subentrano così anche Tony Castell al basso, Manny Maurer alla chitarra e Peter Haas alla batteria, Von Arb registra invece l'album al basso. Oltre alla formazione, cambia anche lo stile. La voce di Tunner, al contrario di quella di Storace, non è orientata sullo stile di Bon Scott, ma piuttosto di quella di Brian Johnson, e in alcuni casi a quella di Udo Dirkschneider (ex Accept). Viene descritto come tra gli album interessanti della band, ed in pratica non è proprio da considerarsi un album dei Krokus.
Nonostante si riveli un album perlopiù deludente, c'è qualche piccolo segnale di ripresa: i nuovi arrivati si dimostrano all'altezza, e i pezzi suonano un po' meno "costruiti" rispetto ad Heart Attack.
Tuttavia le idee scarseggiano e, a parte alcune eccezioni residenti nell'ottima e rabbiosa title track, nelle valide Nova-Zano, Good Times, e nella ballatona In The Heat of The Night, l'album scorre senza particolari sussulti. Il fondo viene toccato con Electric Man nella quale i Krokus scopiazzano i Manowar di Kings Of Metal. Chiude l'album il brano You Ain't Seen Nothin' Yet altra cover dei Bachman-Turner Overdrive, gruppo che era già stato reinterpretato dalla band riprendendo Stayed Awake All Night dall'album Headhunter.
La stessa Phonag non sembra credere in questa nuova incarnazione della band dato che l'album non viene per nulla pubblicizzato e la distribuzione è carente. Inevitabilmente Stampede passa del tutto inosservato.

## Tracce
1. Stampede (Maurer, Tanner, Von Arb ) - 4:40
2. Electric Man (Maurer, Tanner, Von Arb) - 5:23
3. Rock 'n' Roll Gypsy (Maurer, Tanner, Von Arb) - 4:34
4. Shotgun Boogie (Mason, Maurer, Tanner, Von Arb) - 5:24
5. Nova Zano - 6:28
6. Street Love (Maurer, Tanner, Von Arb) - 4:32
7. Good Times (Mason, Maurer, Tanner, Von Arb) - 4:43
8. She Drives Me Crazy (Mason, Maurer, Tanner, Von Arb) - 5:15
9. In the Heat of the Night (Von Arb) - 7:02
10. Rhythm of Love (Mason, Maurer, Tanner, Von Arb) - 5:23
11. Wasteland (Maurer, Tanner) - 7:07
12. You Ain't Seen Nothin' Yet (Bachman) (Bachman-Turner Overdrive cover)

## Formazione
- Peter Tanner – voce
- Fernando von Arb – basso, chitarra, tastiere
- Tony Castell – chitarra, basso
- Manny Maurer – chitarra, basso
- Peter Haas – batteria
- Jurg Naegeli – tastiere, basso